# لغز طفلة السقوط (فلم)
لغز طفلة السقوط (بالإنجليزية: Puzzle of a Downfall Child) فيلم درامي أمريكي لعام 1970  من إخراج جيري شاتزبيرج وسيناريو أدريان جويس، ومن بطولة فاي دوناواي، باري مورس، فيفيكا ليندفورس، روي شيدر، وباري بريموس.
يروي الفيلم قصة عارضة الأزياء الشهيرة «لو أندرياس ساند»، وهي تحاول تحقيق النجاح في عالم عرض الأزياء في نيويورك، وأيام عملها المليئة بالضغوط، وعلاقتها الغرامية مع مدير الإعلانات مارك، وصداقتها مع المصور آرون.
صدر الفيلم إلى دور العرض الأمريكية في 16 ديسمبر 1970.

## طاقم التمثيل
فاي دوناوي: في دور لو أندرياس ساند
باري بريموس: في دور آرون رينهاردت
فيفيكا ليندفورس: في دور بولين جالبا
باري مورس: في دور الدكتور جالبا
روي شيدر: في دور مارك
روث جاكسون: في دور باربرا كيسي
جون هيفرنان: في دور دكتور شيرمان
سيدني ووكر: في دور طبيب أمراض نفسية
كلارك بوركهالتر: في دور ديفي برايت
شيرلي ريتش: في دور بيغي ماكافيدج
إيمريك برونسون: في دور فالكو
جو جورج: في دور الرجل الأول في الحانة
جون ايمز: في دور طبيب أول
هاري لي: في دور السيد وونغ
جين هاليران: في دور جوان
سوزان ويليس: في دور جارة
سام شاخت: في دور جورج
باربرا كاريرا: في دور تي جيه برادي

## أحداث الفيلم
يزور مصور الأزياء آرون راينهاردت (باري بريموس) الذي تحول إلى مخرج، عارضة الأزياء المتقاعدة لو أندرياس ساند (فاي دوناوي) في كوخها الريفي على الجزيرة التي تعصف بها الرياح، ومن خلال تسجيل محادثاته مع عارضة الأزياء يأمل آرون مساعدتها في تجميع قصة الشابة الجميلة والمضطربة والتي تعيش وحيدة في كوخ على الشاطئ. تسترجع لو أندرياس ساند ماضيها، وحياة الأوهام والأكاذيب بما في ذلك تعاطي المخدرات والانهيار العصبي. تخبر آرون رينهاردت قصتها وهي تعلم أنه يخطط لفيلم عنها، لكن لا تبدو التفاصيل صحيحة. من الواضح أن لو أندرياس كان لديها حبيب يسيء معاملتها، وكان لديها ميل لممارسة الجنس مع رجال غرباء. كانت لو أندرياس على وشك الزواج من مارك المدير التنفيذي لشركة اعلانات، ولكنها هجرته في يوم زفافهما، واندفعت في طريق المخدرات، ثم محاولة الانتحار.

## الإنتاج
كان الفيلم هو أول تجربة للمخرج شاتزبيرج في صناعة الأفلام الروائية، وفي ذلك الوقت، كان يُعرف في المقام الأول بأنه مصور أزياء وقام بإخراج بعض الإعلانات التجارية. عمل شاتزبيرج في البداية مع كاتب السيناريو الفرنسي جاك سيغورد، الذي كتب نصًا يتضمن امرأة تجري عملية إجهاض، لكن التعاون انتهى بسبب الاختلافات الإبداعية. لجأ شاتزبيرج إلى الكاتبة والممثلة كارول إيستمان لكتابة سيناريو جديد، أسست إيستمان النص الجديد بناءاً على التسجيلات التي صنعها شاتزبيرج لصديقته، عارضة الأزياء آن سانت ماري، بينما كان آرون يعتمد جزئيًا على شاتزبيرج نفسه. جاءت عبارة «طفلة السقوط» من صديقة لشاتزبيرج التي سردت كابوسًا كانت تحاول فيه إنقاذ طفلة تسقط من أحد المباني. اسم شخصية فاي دوناوي هو إشارة إلى لو أندرياس سالومي.

## استقبال الفيلم
كتبت جوديث كريست من مجلة نيويورك / فاليتشر في أكتوبر 2019: «الفيلم ساكن، ممل وأنيق ومخيم مثل كومة من قضايا التخبط في مجلة الأزياء فوغ».
كتبت سارة بوسلاو في 15 ديسمبر 2020: «فيلم غير عادي لم يحقق نجاحًا كبيرًا خلال إطلاقته الأولي، ولكنه يستحق إعادة النظر اليوم باعتباره مثالًا مبكرًا على الموجة الأمريكية الجديدة»، ومنحت الفيلم درجة 7/ 10.  
كتب جون ماهوني من «لوس انجليس فري برس» في 13 يناير 2020: «في حين أن الجهد الإخراجي الأول لمصور الأزياء السابق جيري شاتزبيرج غالبًا ما يثير الإعجاب بحد ذاته، لا يمكن لأي قدر من التضخم الفني القديم أن يخفي فقر الدم الأساسي للفيلم أو الحبكة التي لا تزال ممزقة».
منح موقع قاعدة بيانات الأفلام على الإنترنت (IMDB) الفيلم درجة 6.6/ 10.

## روابط خارجية
- لغز طفلة السقوط على موقع IMDb (الإنجليزية)
- لغز طفلة السقوط على موقع ألو سيني (الفرنسية)
- لغز طفلة السقوط على موقع Turner Classic Movies (الإنجليزية)
- لغز طفلة السقوط على موقع أول موفي (الإنجليزية)
- لغز طفلة السقوط على موقع فيلمافينيتي (الإسبانية)
- لغز طفلة السقوط على موقع قاعدة بيانات الفيلم (الإنجليزية)
- لغز طفلة السقوط على موقع ليتربوكسد (الإنجليزية)
- لغز طفلة السقوط على موقع كينوبويسك (الروسية)